# Ernest Mangnall
James Ernest Mangnall (4 tháng 1 năm 1866 – 13 tháng 1 năm 1932) là một huấn luyện viên bóng đá người Anh, bắt đầu sự nghiệp của mình với Burnley, sau đó huấn luyện Manchester United từ 1903-1912 và cuối cùng huấn luyện Manchester City từ 1912-1924. Ông là người đàn ông duy nhất quản lý cả hai câu lạc bộ thành Manchester.

## Sự nghiệp Huấn luyện viên

### Với Burnley
Sinh ra ở Bolton, Lancashire, Mangnall đã chơi bóng đá nghiệp dư như một thủ môn và là giám đốc của Bolton Wanderers. Ông bắt đầu sự nghiệp của mình trong quản lý bóng đá với Burnley tháng 3 năm 1900, khi ông được thuê làm quản lý chính thức thứ hai của câu lạc bộ sau sự ra đi của Harry Bradshaw gần một năm trước đó. Các bên đều đang nỗ lực khi anh gia nhập câu lạc bộ, và chỉ với một tháng của mùa giải 1899-1900 còn lại, việc phải xuống hạng hai có vẻ gần như không thể tránh khỏi. Đội bóng này đã bị xuống hạng vào ngày 28 tháng 4 năm 1900 sau trận thua 0-4 bởi Nottingham Forest. Trước mùa giải 1900-1901, Ông ký hợp đồng với 3 cầu thủ Henry Collins, Jimmy Lindsay và George Lockhart. Đội bóng kết thúc ở vị trí thứ 3 trong mùa giải đầu tiên ở giải hạng hai và kết thúc vị trí thứ 9 vào mùa giải tiếp theo. Vận may của đội bị suy giảm nhanh chóng trong mùa giải 1902-1903, và Burnley đã kết thúc ở vị trí dưới cùng của giải Football League và buộc phải nộp đơn xin tái tranh cử. Burnley đã tái đắc cử và Mangnall bắt đầu các chiến dịch tiếp theo là quản lý, nhưng ông rời CLB vào tháng 10 năm 1903 để tham gia hạng hai với đối thủ Manchester United.

### Với Manchester United
Ông được thuê làm thư ký thứ ba của Manchester United và lần thứ hai sau khi CLB này đã thay đổi tên của nó từ Newton Heath. Ông đã trở thành người quản lý thành công đầu tiên ở United và là HLV thành công nhất thứ ba ở câu lạc bộ. Ông bắt đầu quản lý của mình tại Manchester United vào năm 1903 và đã thấy đội bóng của ông bỏ lỡ trận tranh vé vớt trong hai mùa giải đầu tiên của mình trước khi thành công ở mùa giải thứ ba. Trong mùa giải đầu tiên ở giải đấu cao nhất câu lạc bộ kết thúc ở vị trí giữa bảng xếp hạng. Tuy nhiên, chỉ trong mùa giải thứ hai của họ ở giải hạng Nhất, Ông đưa đội bóng lần đầu tiên vô địch Giải hạng nhất Anh với khoảng cách 9 điểm trước Aston Villa. Một năm sau, United kết thúc ở vị trí giữa bảng xếp hạng nhưng câu lạc bộ đầu tiên giành FA Cup với chiến thắng 1-0 trong trận chung kết với Bristol City, người ghi bàn thắng duy nhất đó là Sandy Turnbull. Mùa giải sau đó không có nét mới nhưng đội bóng đã cải thiện vị trí đáng kể ở giải đấu lần thứ năm. Mùa giải sau đó câu lạc bộ là nhà vô địch một lần nữa, một lần nữa đánh bại Aston Villa ở vị trí thứ hai, lần này khoảng cách chỉ có một điểm; đó là chức vô địch giải đấu cuối cùng của câu lạc bộ trong hơn 40 năm - dài nhất từ trước đến nay mà không giành thêm chức vô địch. Mùa giải tiếp theo cũng là mùa giải cuối cùng của ông phụ trách tại câu lạc bộ trước khi ông chuyển sang Manchester City.

### Với Manchester City
Mangnall chuyển đến Manchester City từ United. Trận đấu cuối cùng của ông phụ trách cho Quỷ Đỏ là trận derby Manchester vào tháng 9 năm 1912 chống lại đội bóng cùng thành phố khi biết ông sẽ trở thành người quản lý của đội bóng cùng thành phố đó là Manchester City. Đội bóng áo xanh giành chiến thắng 1-0 ngay tại Old Trafford và các phương tiện truyền thông tập trung vào niềm vui của Mangnall.
Ông quản lý đội bóng thành phố từ năm 1912 đến năm 1924, sự ảnh hưởng của Chiến tranh thế giới thứ nhất khiến ông không thể hiện được nhiều trong tám mùa Football League. Tuy nhiên, Câu lạc bộ chỉ thành công trong các giải đấu trong chiến tranh khu vực. Mùa giải tốt nhất của ông với câu lạc bộ Manchester City là mùa giải 1920-1921, khi đội bóng này thăng hạng lên giải hạng nhất, là giải cấp cao nhất của bóng đá Anh vào thời điểm đó.

## Danh hiệu

### Huấn luyện viên
Manchester United
- Giải bóng đá hạng nhất Anh (2): 1907–08, 1910–11
- FA Cup (1): 1908–09
- FA Charity Shield (2): 1908, 1911

## Thống kê quản lý
| Đội               | Quốc gia  | Ngày đi       | Ngày đến      | Thống kê | Thống kê | Thống kê | Thống kê | Thống kê |
| Đội               | Quốc gia  | Ngày đi       | Ngày đến      | G        | W        | L        | D        | Win %    |
| ----------------- | --------- | ------------- | ------------- | -------- | -------- | -------- | -------- | -------- |
| Burnley           | Anh       | Tháng 3, 1900 | Tháng 9, 1903 | 157      | 57       | 72       | 32       | 36.31    |
| Manchester United | Anh       | Tháng 9, 1903 | Tháng 9, 1912 | 471      | 242      | 139      | 90       | 51.38    |
| Manchester City   | Anh       | Tháng 9, 1912 | Tháng 5, 1924 | 350      | 151      | 117      | 82       | 43.14    |
| Tổng cộng         | Tổng cộng | Tổng cộng     | Tổng cộng     | 978      | 450      | 328      | 204      | 46.01    |